# Xue Long
Die Xue Long (雪龍 / 雪龙,  Xuě Lóng, übersetzt: „Schneedrache“, zuweilen auch als Snow Dragon bezeichnet) ist ein chinesischer Forschungseisbrecher. Heimathafen ist Shanghai. Die Xue Long war ursprünglich Chinas einziges eisbrechendes Schiff. Im Auftrag des Chinesischen Polarforschungszentrums werden die von ihm verwalteten Polarforschungsstationen versorgt. Hierbei wird es von der am 11. Juli 2019 in Dienst gestellten Xue Long 2 unterstützt.

## Geschichte

### Bau, Ankauf und Umbau
Das Schiff, ein arktisches Versorgungsschiff mit der Eisklasse 1A Super, wurde 1993 von der Werft Kherson Shipyard in der Ukraine als drittes Schiff seiner Klasse  gebaut. Das Schiff wurde 1994 von der Volksrepublik China gekauft und in China für 31 Millionen Yuan (damals zehn Millionen DM) in ein Polarforschungsschiff umgebaut. Seit Oktober 1994 ist das Schiff als fünftes Polarforschungsschiff und erster Eisbrecher Chinas als Ersatz für die Jidi im Einsatz.
Nach einer Modernisierung des Schiffes 2007 wurde es 2013 erneut überholt.

### Einsätze bis 2013

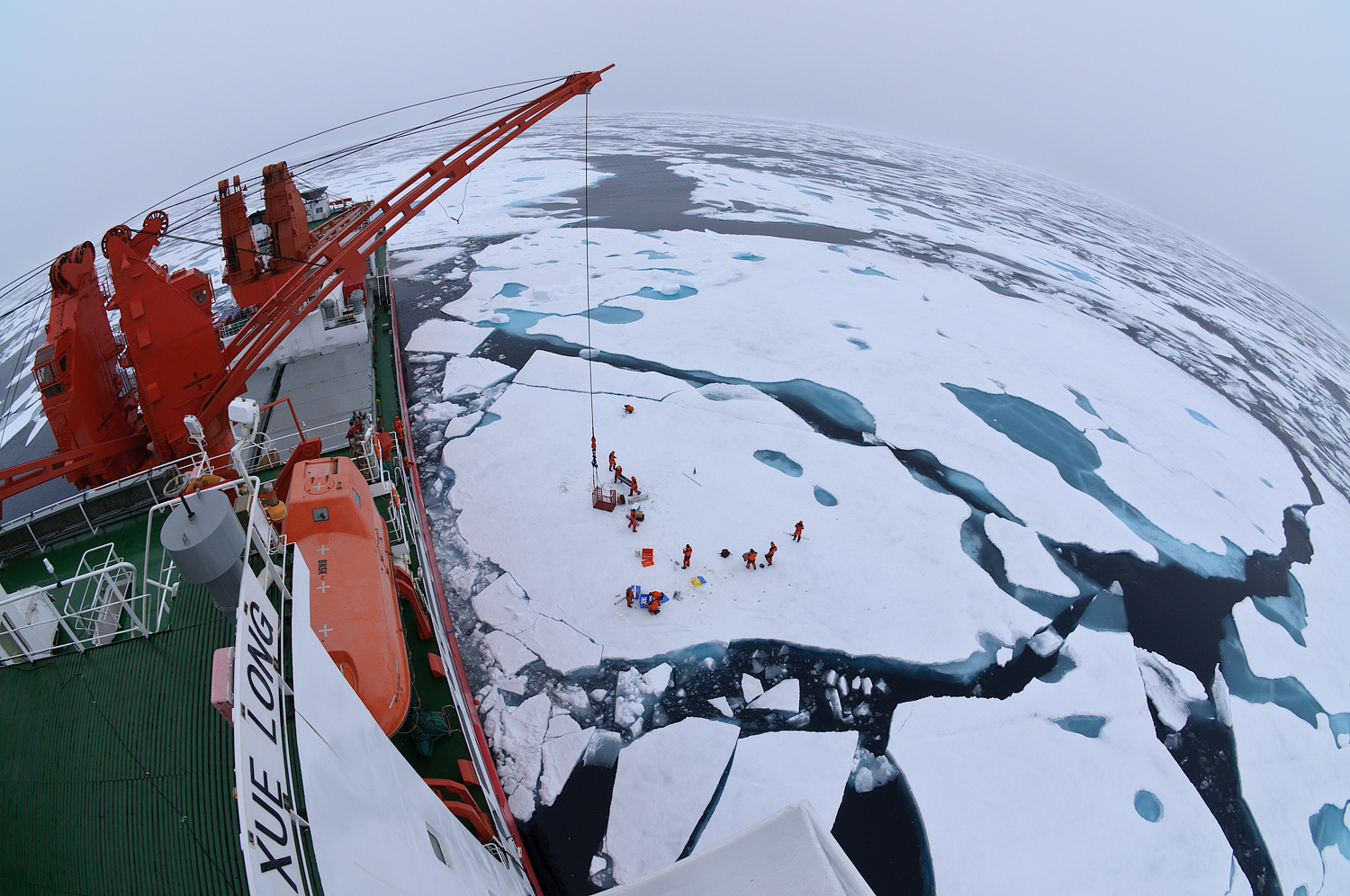
Abladen von Material in der Arktis

Im Jahr 1999 startete China die CHINARE-XVI Expedition (Chinese National Antarctic Research Expedition). Anfang November 1999 begann die Antarktisfahrt der Xue Long von Shanghai über Fremantle (Australien) zur chinesischen Zhongshan-Station in der Ostantarktis. Von dort fuhr das Schiff im Dezember 1999 über Punta Arenas zur Große-Mauer-Station in der Westantarktis. Anschließend ging die Fahrt nochmals in die Ostantarktis, um chinesische Wissenschaftler der Sommerexpedition abzuholen.
Das Schiff tauchte unerwartet für die USA und Kanada 1999 in einem kanadischen Hafen auf.
Im November 2011 startete das Schiff von der Hafenstadt Tianjin aus zu einer fünfmonatigen Expedition in die Antarktis.

### Rettungsversuch derAkademik Shokalskiy
Die Xue Long versuchte im Dezember 2013 die im Eis der Commonwealth-Bucht eingeschlossene Akademik Shokalskiy, ein russisches Kreuzfahrtschiff mit 74 Personen an Bord, aus dem Eis zu befreien, musste jedoch am 28. Dezember in nur sechseinhalb Seemeilen Entfernung von der Akademik Shokalskiy aus Sicherheitsgründen ihren Rettungsversuch abbrechen, da die Eisdecke zu dick war. Nachdem der australische Eisbrecher Aurora Australis ebenfalls vergeblich versuchte, zur Akademik Shokalskiy vorzudringen, begann ein Hubschrauber der Xue Long am 2. Januar 2014 die Menschen an Bord des eingeschlossenen Schiffs in Gruppen auf den chinesischen Eisbrecher auszufliegen. Die auf der Akademik Shokalskiy befindlichen Personen wurden schließlich vom Hubschrauber der Xue Long auf die Aurora Australis ausgeflogen, um mit dieser nach Australien zurückzukehren. Nach der Rettungsaktion blieb jedoch die Xue Long selbst im Eis stecken, konnte sich jedoch am 7. Januar mit Anlauf befreien. Das russische Schiff kam frei, da der Wind gedreht hatte und im Eis ein Spalt entstanden war. Zwei Tage vorher war bereits der Eisbrecher Polar Star der United States Coast Guard vom Hafen in Sydney aufgebrochen, um die eingeschlossenen Schiffe zu befreien.

### Suche nach Wrackteilen des Malaysia-Airlines-Flug 370
Nachdem auf Satellitenbildern vom 16. März 2014, von einem Bereich im Indischen Ozean 2500 Kilometer südwestlich der australischen Stadt Perth, Objekte ausgemacht wurden, die möglicherweise Wrackteile der seit mehreren Tagen verschollenen Maschine des Fluges 370 der Malaysia Airlines sein könnten, erhielt die Xue Long den Auftrag, sich an der Suche nach dem Flugzeug zu beteiligen.

## Ausstattung und Leistung
Das Schiff verdrängt 21.025 Tonnen und kann 1,1 Meter dickes Eis mit der Geschwindigkeit von 1,5 Knoten brechen, mit Anlauf soll es 4 m geschafft haben. Ein Bordhubschrauber vom Typ Kamow Ka-32A11BC, drei Boote und 128 Kojen stehen zur Verfügung. An Bord des Schiffes können bis zu 200 Wissenschaftler arbeiten. Das Schiff hat eine Reichweite von 20.000 Seemeilen.